# 袖志海苔

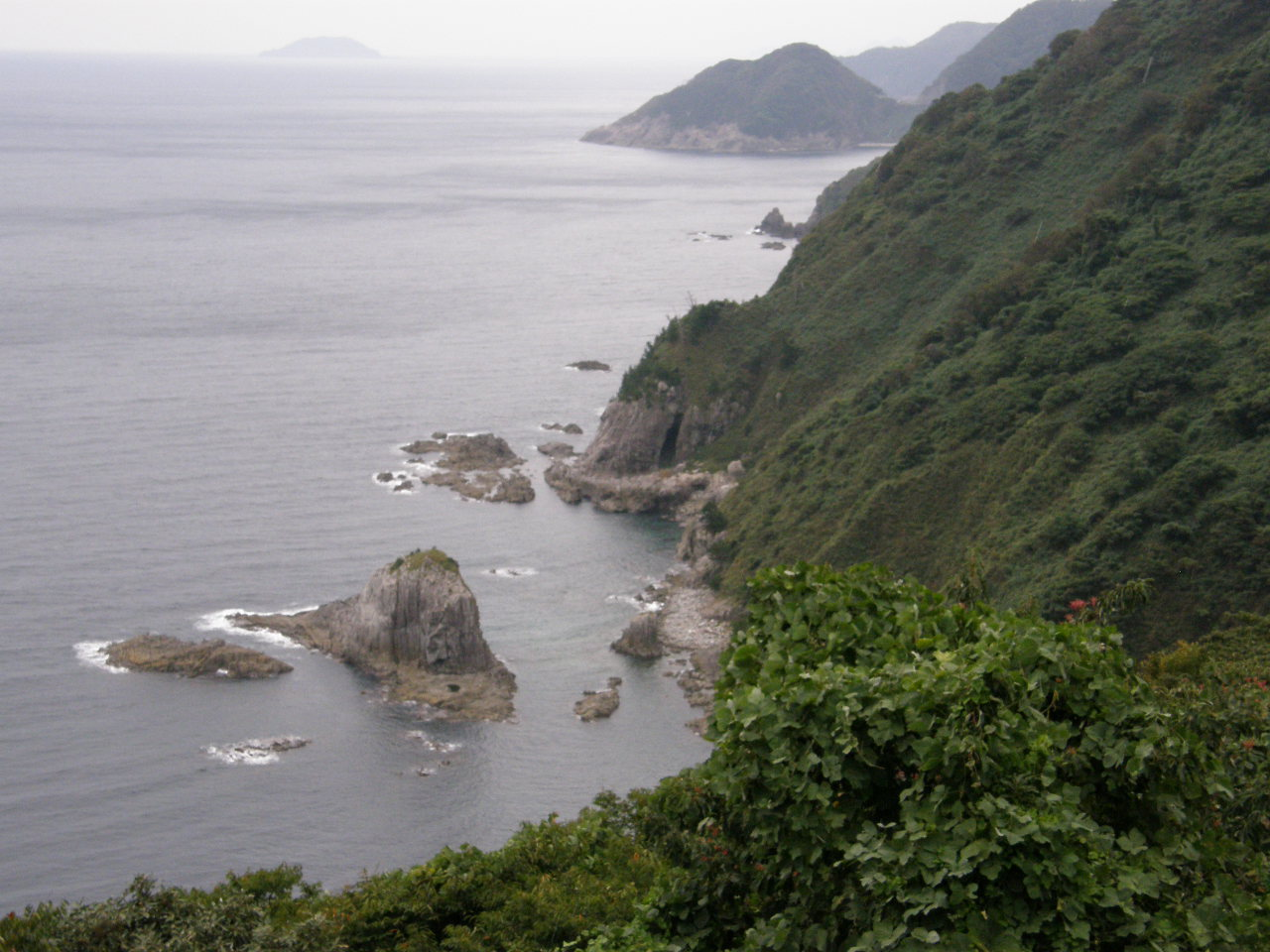
質の良いイワノリが育つ経ヶ岬周辺の漁場

袖志海苔（そでしのり）は、天然の岩海苔で、京都府京丹後市丹後町袖志の経ヶ岬一帯で採集される。天日で板海苔に加工し、「経ヶ岬海苔」の名称で1枚が250円～300円の高値で販売される丹後町の特産品である。

## 特徴
袖志海苔は香りが良く品質は良とされたが、表面に小さな穴が点々と開いているため見た目はあまり良くない。磯漁をする場所は大きく3つに分けられ、「経ヶ岬」と、集落の東からさらに東の経ヶ岬までの「手前の岩場」と、集落の「西側の岩場」と大別するが、経ヶ岬と「手前の岩場」や「西側の岩場」では味が異なるといい、海が深く波の当たりがきつい岩場の方が質が良いため、本職の漁師は経ヶ岬まで採取に赴くという。

## 歴史

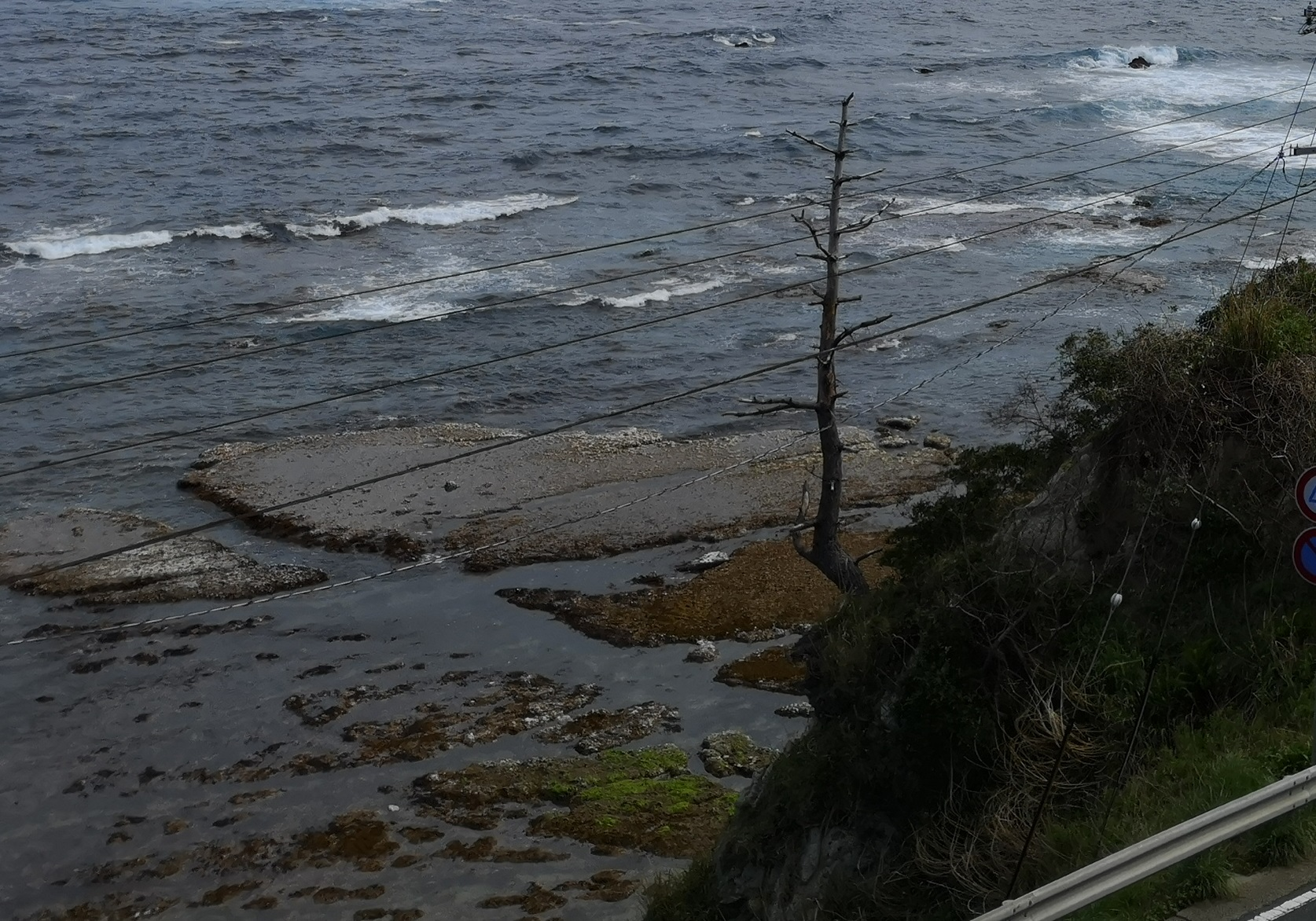
コンクリートで整備されたノリ摘み場（袖志集落「西側の岩場」）

冬の袖志は、北西の風が強く吹き、おおむね波が高い日が多かったが、イワノリの採取日は、波の高さが0.5メートル以下の穏やかな日で、イワノリの生育期間を確保するため間を15日以上空けることと決められている。ひと冬にイワノリを採集できる日は最多でも4～5日しかない15日空けの条件に、月に数日程度しかない波の低い日との2つの条件を満たす日は数少なく、月に1、2日しか採集できない年もある。条件を満たした日を選んで区長が解禁日を決めて集落に触れを出す。農海産物の解禁日のことを袖志では「ヤマノクチ（山の口）」といい、袖志海苔の解禁であれば「ノリの口明け」という。
1954年～1955年（昭和34～35年）頃までの袖志では、ノリ摘みの日は子どもも学校を休んで参加し、通信簿に休んだ印は付かなかったという。
海苔摘みの主戦力は女性や子ども、高齢者であった。冬場、雪に閉ざされて農業も漁業も難しい袖志では、古く寛永年間から昭和期の中頃まで、男たちは京都や奈良の酒蔵などに「百日稼ぎ」とよばれる季節労働に出ていたため、残った村人が総出でノリを摘んだ。出稼ぎの男たちは、丹後杜氏と呼ばれ、京都伏見を中心に活躍し、1940年～1941年（昭和15～16年）頃には400名を超えていた。
1963年（昭和38年）から1972年（昭和47年）迄の10年間に行われた丹後町の浅海開発事業の一環で、岩場の表面をコンクリートでならしてイワノリ漁場造成工事が行われた。
袖志海苔は、1970年（昭和45年）頃は1枚15円から25円で販売された。2016年（平成28年）頃には養殖ノリの10倍近い値がつき、1枚が250～300円で販売されている。

## 採取時期

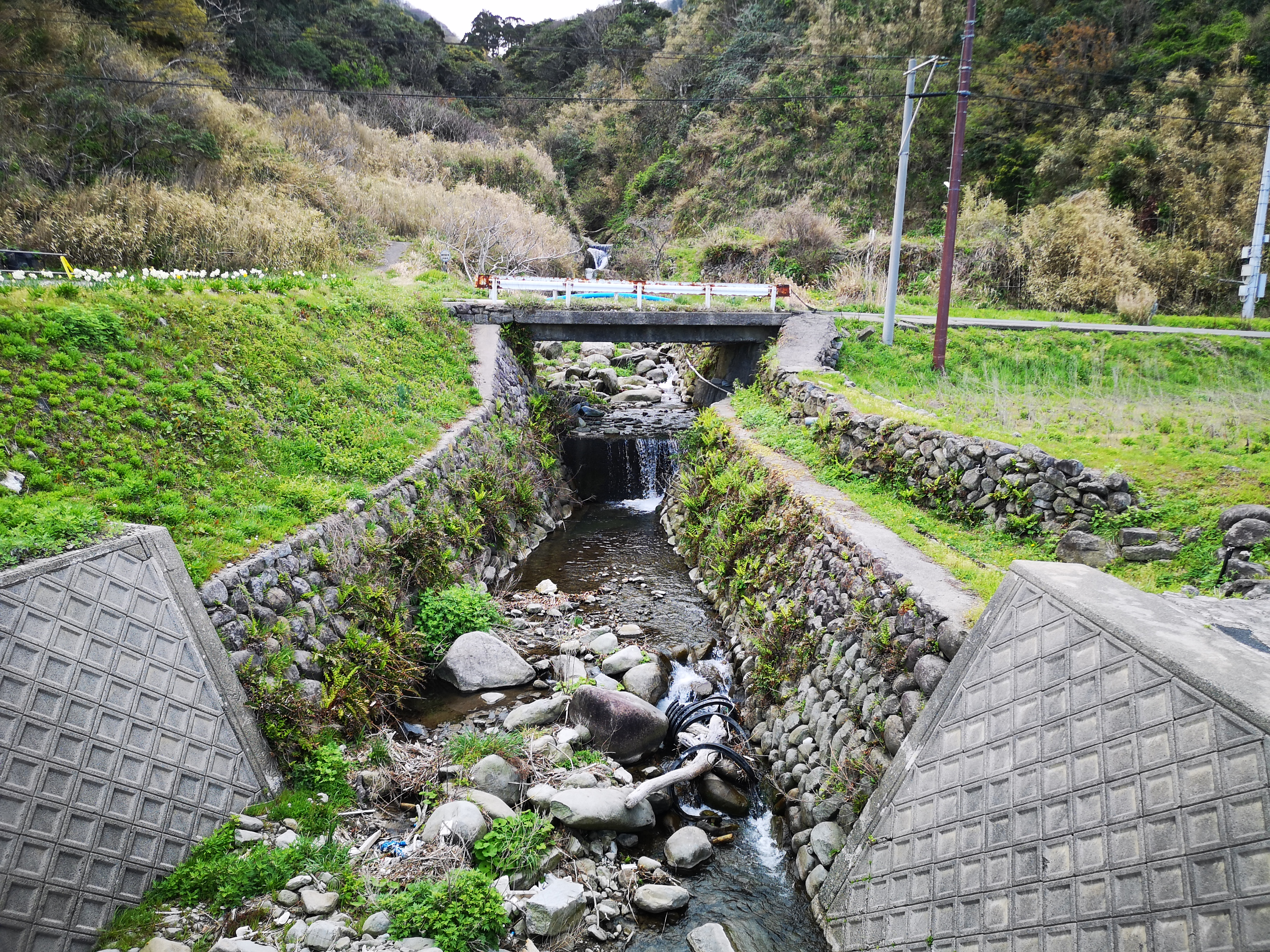
海止めの境界である落川(河口付近）

早ければ10月半ばにはクチアケ（解禁）となったが、寒い季節になってからでないとあまり採れないため、おおよそ12月から3月にかけての冬季に採取する。ノリの採取・育成期には「海止め」が実施され、袖志の棚田の東端で海に流れ込む「落川」より東の一帯、経ヶ岬側の岩場に行くことと、そこでの生物はいかなるものも採捕することが禁じられる。イワノリやハバノリの採集は解禁日（ヤマノクチ）当日のみ、共同で行われる。
イワノリの採取は容易なため、収量は早い者勝ちとなる。不公平のないよう、クチアケ（解禁）のタイミングは厳格に定められ、かつては早朝から村の東端に隣組ごとに老人や婦女子が総出で並び、それをさらに10組にわけて、磯に向かう順番は平等にくじ引きで決めていた。機業が忙しくなった昭和中～後期には村人総出での海苔摘みは行われなくなったが、丹後半島の他の海苔の漁場を持つ地区では、昭和期にはすでに岩場ごとに入札制となっているのに対し、袖志では海苔摘みに参加する者は早朝に村の東端に集まり、各自が籤をひいて決めた順番に並んで磯に出かけ、思い思いの岩場に着いた時点で三々五々に散って海苔を採取する習慣が残されていた。

## 採取方法

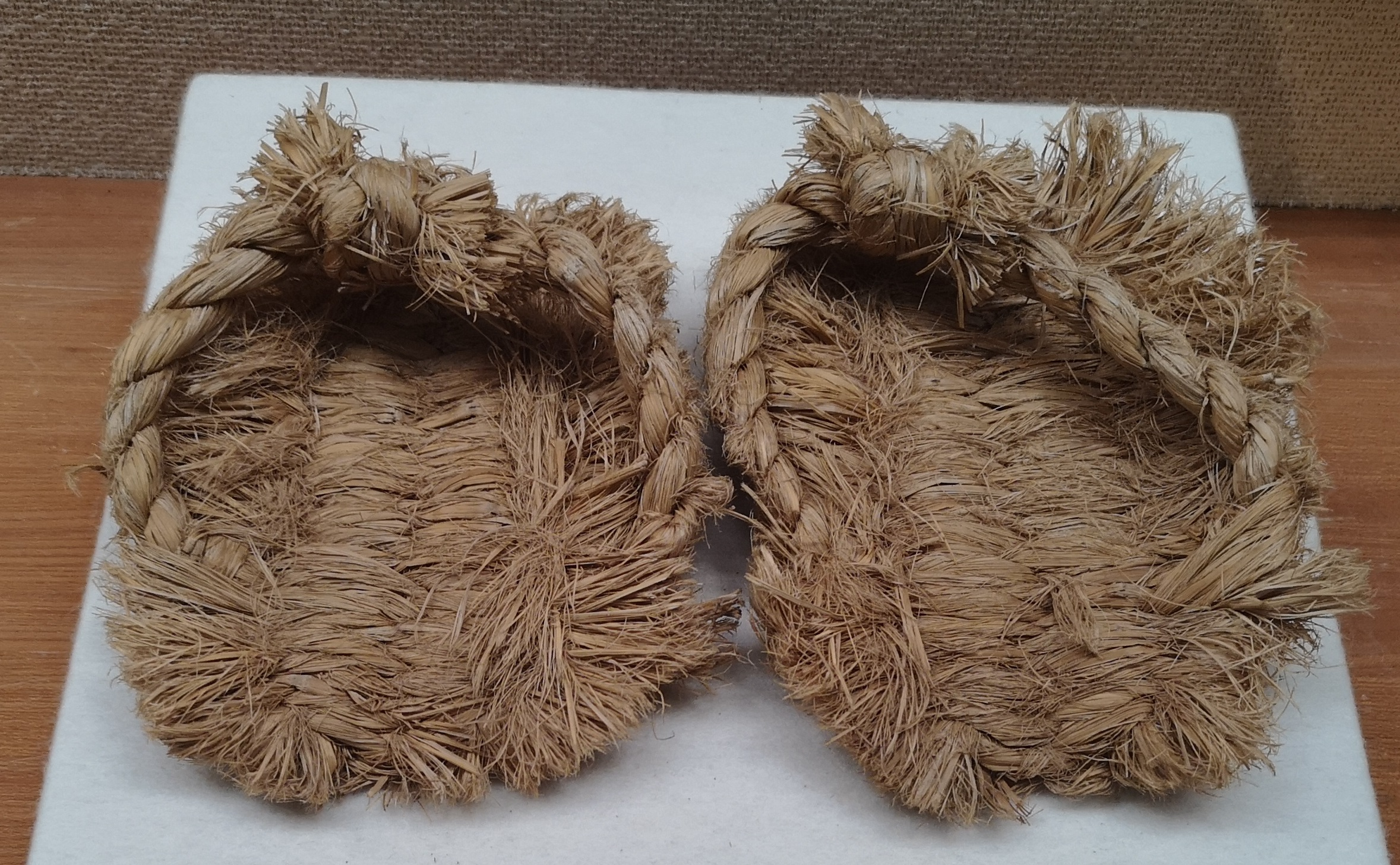
海苔摘みに履いた草鞋「アシナカ（足半）」

乾燥して貼り付いた岩場のノリに柄杓で潮水をかけ、ノリの繊維を起こして採取する。護岸の堤防壁などに棲息するノリを手で摘まんで採集する「ツマミノリ」と、「ゼンマイカイガラ（ゼンマイキャーガラ）」と呼ばれる銅製のシャベルの周囲に時計のゼンマイの鋼を打ち付けたような道具を熊手のように使って岩の表面を掻いて、海水と共に「ノリトリアジカ」と呼ばれる竹籠に流し込んで採集する方法が一般的である。「ゼンマイカイガラ」は1935年（昭和10年頃）から急速に普及した道具で、一般に「ノリカキ」と呼ぶ。この道具が普及する以前は、アワビの貝殻（キャーガラと呼ばれる）でもぎ採っていた。
海苔場は滑って危険なため、多くの人がアシナカ（足半）に履き替えるか、長靴にワラ縄を巻いて滑り止めとする。アシナカは足の裏の半分、土踏まずより後のない草鞋で、岩場では爪先だけで歩く。一般的な草鞋では、踵の部分が岩にひっかかり、危険なためである。
イワノリ摘みは、解禁日であっても11時までに終了して岩場を出ることが定められているが、水分を含んだノリは重く持ち帰るのに苦労するので、刻限より早く終了する人もいる。
採集量は、全形の板海苔に加工したものに換算して、多い時で1回200枚程度を摘む。年間で500枚ほどを摘む者もいるが、昭和中期には1人が年間約1,000枚は摘んでいた。21世紀に入り、ノリの生息量自体が減少しているとみられている。

## 加工方法
採集したノリは、付着する砂をとるために海水で数回洗う。この洗い作業は「タテル」と言い、海水の塩分を付着させることでノリの艶を維持し、防腐効果を高めるねらいがある。洗い終えたノリはスマブクロに入れて重石を乗せて水を切り、縁側に菰や筵を敷いて広げて乾かす。
成形は、水を張った盥に正方形の木枠（海苔枠）2枚の間に竹製の御簾を数枚はさみ、真水で洗ったノリを1枚分ずつみすミスの上に浮かせて、手で均す。均一になったところで最上段のミスを枠から外し、傾斜した海苔置き台に立てる。50枚ほど溜めてから、梯子状のノリバシゴにミスをかけて、屋外で干す。この作業は天気が良い日を選んで海の側で行い、天日の輻射熱で4時間くらい干すという。その後、かつては囲炉裏の側でさらに乾かしたが、自然乾燥が難しい場合はバーナーを使うこともある。
仕上がった板ノリは、昭和前期頃までは村の女たちが山間部に行商に行き、海女漁でも使うスマブクロの材料となる藤布などの野山の産物と交換した。20世紀半ば以降は、漁業協同組合に集め、共同販売する。